# Вилкова Катерина Миколаївна
Катери́на Микола́ївна Вилко́ва (рос. Екатери́на Никола́евна Вилко́ва, нар. 11 липня 1984, Горький, РРФСР, СРСР) — російська актриса театру і кіно.

## Біографія
Народилася 11 липня 1984 року в Горький.
У 2005 році закінчила Нижньогородське театральне училище (майстерня В. Ф. Богомазова).
У 2006 році закінчила школу-студію МХАТ (курс І. Я. Золотовицького і С. І. Земцова).

## Ролі в театрі
«З коханими не розлучайтеся» Олександра Володіна. Режисер: Віктор Рижаков — Катя, Козлова, Вона.

## Фільмографія
| Рік  |   | Назва                          | Роль                                      |
| ---- | - | ------------------------------ | ----------------------------------------- |
| 2005 | с | Сатисфакція                    | Софія Голіцина                            |
| 2006 | ф | Головний калібр                | Анастасія, журналіст із Москви            |
| 2006 | ф | Біси                           | Даша                                      |
| 2007 | ф | Нас не наздоженеш              | «Насос»                                   |
| 2007 | с | Пантера                        | Маша                                      |
| 2007 | ф | Лещата                         | Маша                                      |
| 2007 | ф | Повне дихання                  | Катя                                      |
| 2008 | ф | Той, хто гасить світло         | Ганна, сестра вбитої дівчинки             |
| 2008 | с | Батьки і діти                  | Фенічка                                   |
| 2008 | ф | Стиляги                        | Бэтси                                     |
| 2009 | с | Каменська 5: Посмертний образ  |                                           |
| 2009 | с | Застава Жиліна                 | Єлизавета Савина                          |
| 2009 | ф | Книга Майстрів                 | Русалка                                   |
| 2009 | ф | Чорна Блискавка                | Настя Светлова                            |
| 2009 | с | Бажання                        | Валентина                                 |
| 2009 | с | Пропоновані обставини          | Ася                                       |
| 2010 | с | Вербна неділя                  | журналістка Павла Кочеткова, дочка Оксани |
| 2010 | ф | Ялинки                         | Алина                                     |
| 2010 | ф | Суперменеджер, або Мотика долі | Настя                                     |
| 2010 | ф | Самка                          | Лариса Дебомонова                         |
| 2010 | ф | Зв'язок часу                   | Маша                                      |
| 2011 | ф | ПіраМММіда                     | Віра                                      |
| 2011 | ф | На гачку!                      | Маргарита Нечаева                         |
| 2011 | ф | Свадьба по обміну              | Соня                                      |
| 2011 | ф | Рейдер                         | Анастасія                                 |
| 2011 | ф | The тёлки                      |                                           |
| 2011 | с | Одного разу в Ростові          |                                           |
| 2011 | ф | Мій улюблений раздолбай        | Марина                                    |
| 2011 | с | Фурцева                        | Світлана (донька Фурцевої)                |
| 2011 | ф | Про що ще говорять чоловіки    | Анжела Вікторовна                         |
| 2012 | с | Біла гвардія                   | Юлія Рейс                                 |
| 2012 | ф | Гольфстрим під айсбергом       |                                           |
| 2012 | ф | З новим роком, мами!           | Маша                                      |
| 2014 | ф | Друзі друзів                   | співробітник поліції                      |

## Телебачення
У сезоні 2010 — 2011 роках бере участь у телепроєкті «Лід і полум'я» на Першому каналі російського телебачення.
У 2011 році знялася в фільмі "Свадьба по обмену", де зіграла головну роль.